# Berenberg Bank

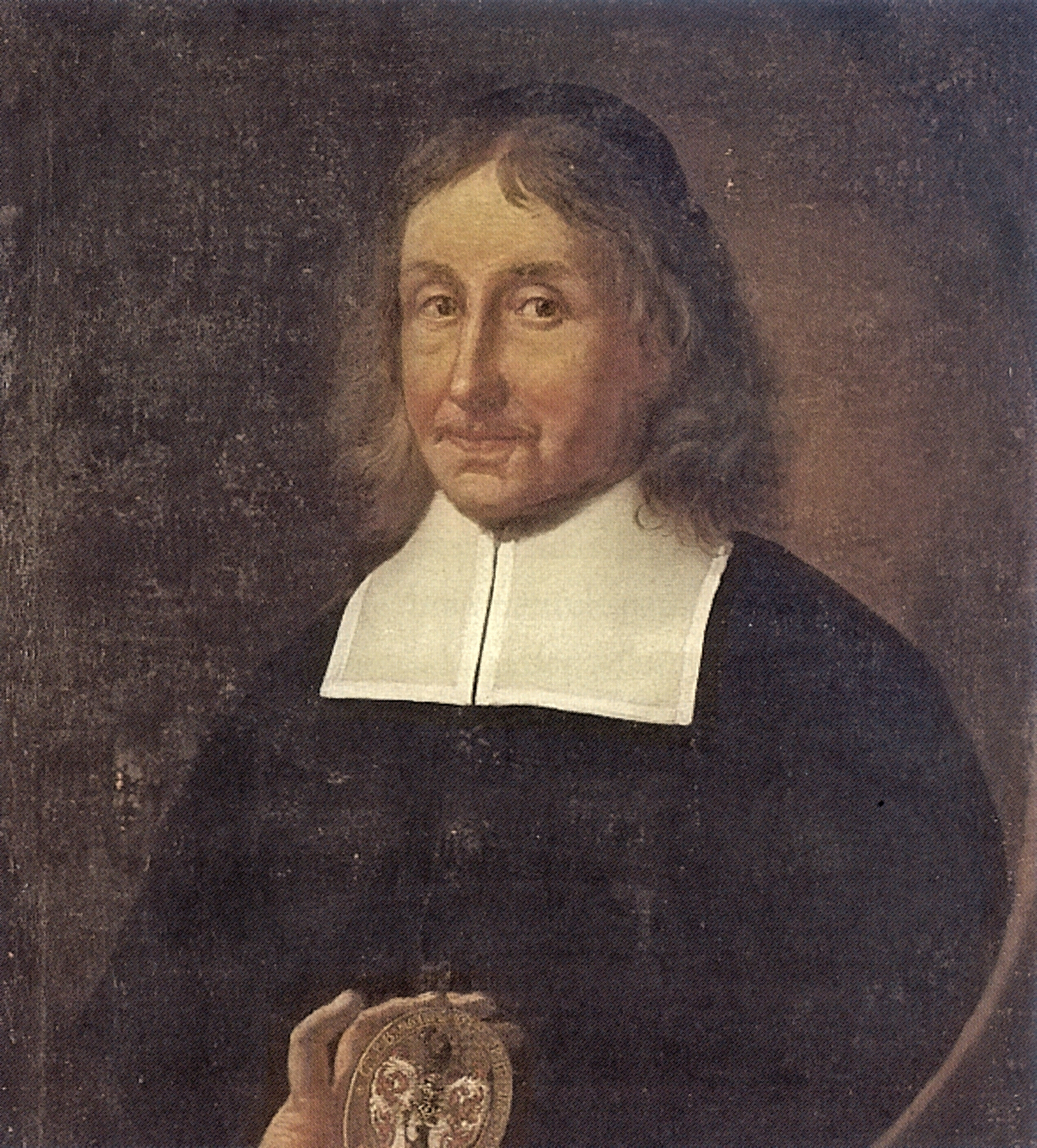
Cornelius Berenberg.

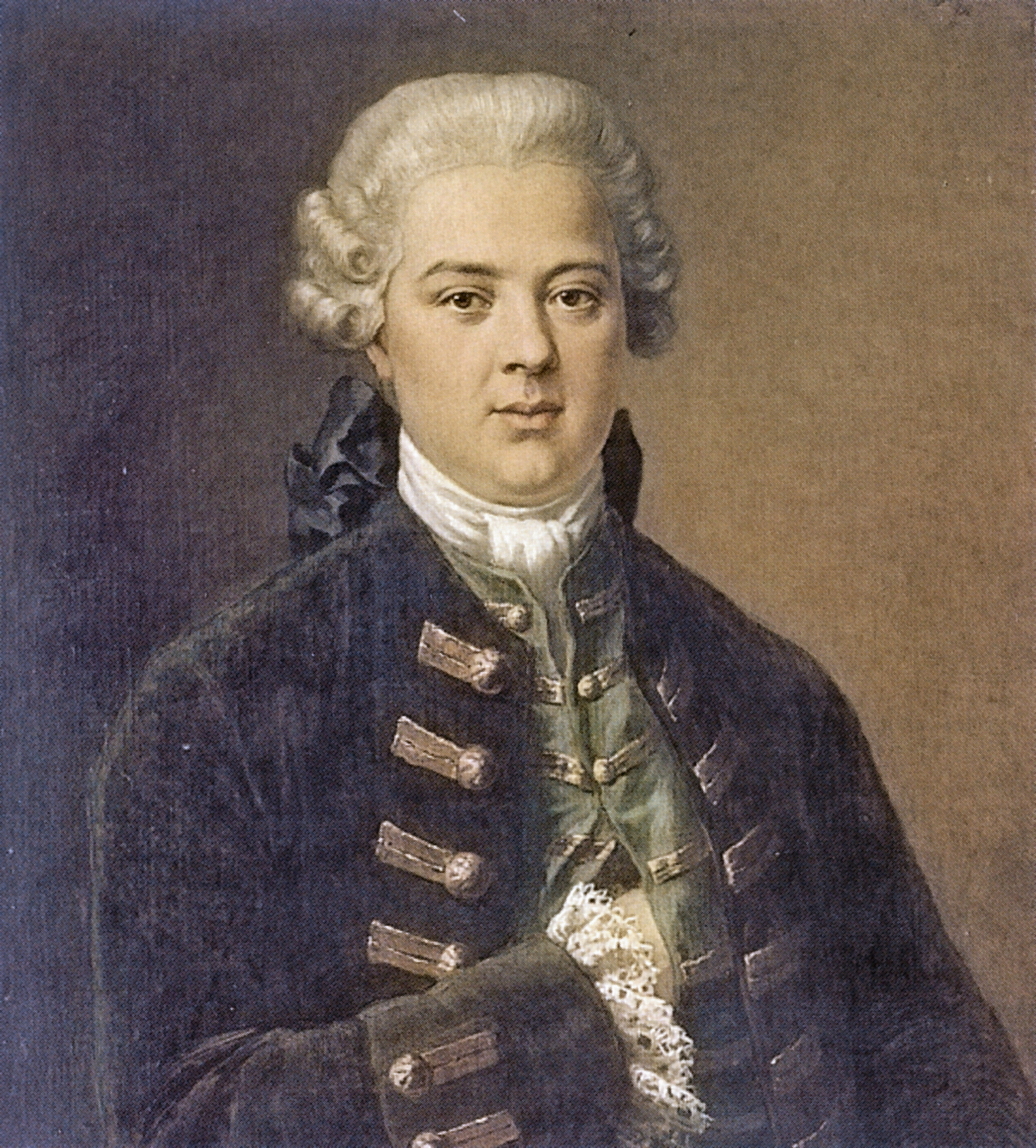
Johann Hinrich Gossler (1738–1790).

Joh. Berenberg, Gossler & Co. KG, som ofta kallas Berenberg Bank, är en tysk bank som grundades i Hamburg år 1590 av två nederländska invandrare, Hans och Paul Berenberg. Det är den äldsta existerande banken i Tyskland och en av de äldsta i världen, och ägs fortfarande av Berenbergfamiljens ättlingar med namnet von Berenberg-Gossler. Berenberg/Gossler är en av Hamburgs hanseatfamiljer, och många medlemmar har varit senatorer sedan 1735.
Berenberg Bank är en av de största privatbankerna i Europa med ca 30 miljarder euro i tillgångar och ca 1 300 anställda. Banken är i dag verksam inom Private Banking, Investment Banking, Institutional Asset Management och Commercial Banking. Banken erbjuder tjänster till förmögna privatpersoner, institutionella investerare och företag.
Huvudkontoret ligger i Hamburg, och banken har kontor i Frankfurt, Düsseldorf, München, Stuttgart och andra tyska städer samt i Zürich, Genève, Luxemburg, London, Paris, New York, Boston, Salzburg, Wien, Stockholm, och Shanghai. Banken har ett dotterbolag i Schweiz, Berenberg Bank (Schweiz) AG.